# Fiebre paratifoidea
La fiebre paratifoidea es una enfermedad entérica bacteriana, producida por 3 serotipos de especies de Salmonella, S. paratyphi A, S. paratyphi B y S. paratyphi C.  El cuadro clínico es similar al de la fiebre tifoidea, pero se presenta generalmente con un curso más benigno.
La fiebre paratifoidea, en conjunto con la fiebre tifoidea, son consideradas bajo el término más global de fiebre entérica.

## Clasificación
La fiebre paratifoidea se clasifica en conjunto con la fiebre tifoidea como una fiebre entérica.
Los serotipos A, B y C de S. paratyphi dan cuadros clínicos similares a la fiebre tifoidea, con leves diferencias entre ellos.

## Cuadro clínico
Las características clínicas de la fiebre paratifoidea son similares a la de la fiebre tifoidea, aunque generalmente se presenta con un cuadro clínico de menor intensidad y con un período de incubación más corto.  Los serotipos A o B pueden manifestarse con ictericia, trombosis o abscesos hepáticos; y también con un cuadro sistémico.
La S. paratyphi B puede producir un cuadro similar a la gastroenteritis por salmonela no específica. 
La S. paratyphi C no suele producir cuadros gastrointestinales, y puede producir septicemia y artritis.
La infección por S. paratyphi A produce recaídas en un 8 % de los pacientes.

## Tratamiento
El tratamiento de la fiebre paratifoidea no difiere del tratamiento para la fiebre tifoidea. Incluye:
1. Reposo.
2. Medidas dietéticas.
3. Hidratación.
4. Antibióticos: ciprofloxacino, ofloxacino, cefixima, azitromicina, ceftriaxona, cefotaxima.
5. Medidas de prevención.[7]